# Interstate 695 (New York)
Pour les articles homonymes, voir Interstate 695.
L'Interstate 695 (I-695) est une autoroute auxiliaire située dans le Bronx, à New York. Elle sert de lien entre l'I-95 (Bruckner Expressway) et l'I-295 (Cross Bronx Expressway) près du Pont de Throgs Neck vers le Queens et Long Island. L'I-695 se nomme la Throgs Neck Expressway.

## Description du tracé
L'I-695 débute à la sortie 10 de l'I-295 dans le quartier de Throggs Neck dans le Bronx. L'autoroute se dirige vers le nord-ouest et passe par la limite ouest du Weir Creek Park avant de passer dans Throggs Neck. Elle est reliée à Randall Avenue (direction sud) et à Lafayette Avenue (direction nord). L'I-695 continue de longer la limite nord du quartier, où elle s'intègre à l'I-95 à sa sortie 7A.

## Liste des sorties
| Interstate 695    |              |      |      |                                               |                                    |
| Arrondissement    | Quartier     | mi   | km   | Intersections / Destinations                  | Notes                              |
| Bronx             | Throggs Neck | 0,00 | 0,00 | I-295 sud – Pont de Throggs Neck, Long Island | Sortie 10 de l'I-295               |
| Bronx             | Throggs Neck | 0,74 | 1,19 | Randall Avenue                                | Sortie direction sud seulement     |
| Bronx             | Throggs Neck | 1,04 | 1,67 | Lafayette Avenue                              | Sortie et entrée en direction nord |
| Bronx             | Throggs Neck | 1,77 | 2,85 | I-95 nord – New Haven                         | Sortie 7A de l'I-95                |
| - Accès incomplet |              |      |      |                                               |                                    |